# Qiaowanlong
Qiaowanlong (桥湾龙) – rodzaj zauropoda z kladu Titanosauriformes żyjącego we wczesnej kredzie na terenach obecnych Chin. Został opisany w oparciu o osiem kręgów, kości prawej obręczy miednicznej oraz kilka niezidentyfikowanych kości odkrytych w dolnokredowych osadach grupy Xinminpu w Basenie Yujingzi na północnym wschodzie prowincji Gansu. Autorzy opisu Qiaowanlong zaliczyli go do rodziny brachiozaurów (Brachiosauridae); według autorów przynależność Qiaowanlong do tej rodziny potwierdza budowa kręgów – ma ona wspólne cechy zaawansowane z zauroposejdonem, innym możliwym przedstawicielem brachiozaurów, lecz cechy takie, jak m.in. znacząco zredukowana kość kulszowa, dowodzą, że skamieniałości te należą do nieznanego wcześniej taksonu. Jeśli przynależność Qiaowanlong do Brachiosauridae potwierdziłaby się, to byłby on pierwszym dobrze zachowanym przedstawicielem rodziny znanym z terenów Azji, a jego odkrycie potwierdzałoby występowanie przedstawicieli tej grupy na tym kontynencie i zróżnicowanie oraz pospolitość zauropodów we wczesnokredowej Azji. Z analizy kladystycznej przeprowadzonej przez Ksepkę i Norella (2010) wynika jednak, że Qiaowanlong należał do siostrzanego do Brachiosauridae kladu Somphospondyli (obejmującego przedstawicieli Titanosauriformes bliżej spokrewnionych z Saltasaurus loricatus niż z Giraffatitan brancai); według tej analizy taksonem siostrzanym do Qiaowanlong kangxii był Erketu ellisoni, a oba te gatunki tworzyły klad siostrzany do kladu Titanosauria. Analiza filogenetyczna przeprowadzona przez D'Emica (2012) potwierdziła przynależność Qiaowanlong do Somphospondyli; wynika z niej, że Q. kangxii był najbardziej bazalnym znanym przedstawicielem rodziny Euhelopodidae. Aby przenieść Qiaowanlong do rodziny Brachiosauridae konieczne jest wydłużenie drzewa filogenetycznego o trzy stopnie w stosunku do najbardziej parsymonicznego.
Qiaowanlong dorastał prawdopodobnie do 12 m długości i ważył około 10 t.